# Singularity (pel·lícula)
Singularity és una vinent pel·lícula èpica i de romanç que tracta els viatges en el temps. Dirigida per Roland Joffé en una història d'Ajey Jhankar, la pel·lícula és una història captivadora d'un amor impossible amb el rerefons de la primera guerra anglo-maratha a través de dos períodes i continents i centrada al voltant de quatre personatges-un oficial britànic al segle xviii de l'Índia britànica, s'enamora profundament.

## Repartiment
- Josh Hartnett: Jay Fennel i James Stewart
- Alice Englert: Dolly
- Tamsin Egerton: Laura Fennel, dona de Jay Fennel
- Bipasha Basu: Tulaja Naik
- Andrea Deck: Ali
- Abhay Deol: Udaji
- Shane Briant: Governador de Bombai
- Bille Brown
- Claire van der Boom
- Atul Kulkarni: Raoji
- Milind Gunaji: Shiv
- Simone Kessell: Clara Coldstream
- James Mackay: Charles Stewart, germà del Capità James Stewart
- Vijay Thombre: Havaldar Desai, mà dreta de Capità James Stewart
- Aegina de Vas: Reina Jamnabai
- Tehmina Sunny: Sonubai
- Nisha Sharma: Radha Jee

## Producció
Singularity està sent produïda per Paul Breuls 'Corsan NV, de Dale G. Bradley Limelight International Media Entreteniment, Marion Wei Han de Bliss Media Ltd i co-finançada pel Neelmudra Entertainment d'Ajey Jhankar.